# Васюта, Олег Иванович
Олег Иванович Васюта (3 октября 1950, Ходоров, Львовская область — 5 марта 2025, Санкт-Петербург) — советский и российский военный моряк-подводник и испытатель специальной воинской части Министерства обороны Российской Федерации, Герой Российской Федерации (21.09.1998). Капитан 1-го ранга (19.02.1987).

## Биография
Родился 3 октября 1950 года в городе Ходорове Львовской области (ныне Украина). Украинец. Отец — сотрудник МВД, в конце 1940-х годов направлен в Западную Украину на борьбу с бандеровцами. Мать — школьная учительница и депутат, занималась воспитанием сына. Детство и школьные годы Олега прошли в городе Дрогобыч.
Образование среднее. Мечтал поступить в Черниговское лётное училище, однако подвело здоровье. Поэтому решил стать моряком.
В Военно-морском флоте с августа 1967 года. В июне 1972 года окончил Калининградское высшее военно-морское училище, и в дальнейшем проходил службу на Балтийском флоте: с августа 1972 года по сентябрь 1973 года — командиром электронавигационной группы, с сентября 1973 года по сентябрь 1975 года — командиром штурманской боевой части (БЧ-1) подводной лодки С-142; с сентября 1975 года по ноябрь 1976 года — старшим помощником командира С-155, а с сентября 1977 года по август 1978 года — старшим помощником командира С-187. В период с ноября 1976 года по июль 1977 года проходил обучение в Высших специальных офицерских классах ВМФ.
С 1973 года состоял членом КПСС.
С августа 1978 года офицер-подводник О. И. Васюта продолжил службу в воинской части Министерства обороны СССР, а после распада Советского Союза — Министерства обороны РФ.
Указом Президента РФ от 21 сентября 1998 года «за мужество и героизм, проявленные при исполнении воинского долга», капитану 1-го ранга Васюте Олегу Ивановичу присвоено звание Героя Российской Федерации с вручением знака особого отличия — медали «Золотая Звезда».
С октября 2000 года капитан 1-го ранга Васюта О. И. — в запасе. Жил в Санкт-Петербурге.
Скончался 5 марта 2025 года на 75-м году жизни после тяжёлой болезни. Похоронен на Серафимовском кладбище.

## Награды и звания
- Герой Российской Федерации (21 сентября 1998)
- орден «За личное мужество» (1993)
- медали

## Оценки и мнения
О. И. Васюта:

Мы стремимся изучать жизнь на Марсе, а свои океаны на Земле не знаем даже на 10 %. А ведь это неисчерпаемая кладовая природных богатств.